# 川口市立新郷東小学校
川口市立新郷東小学校（かわぐちしりつ しんごうひがししょうがっこう）は、埼玉県川口市峯にある公立小学校。

## 沿革
- 1973年4月 - 川口市立新郷小学校を分離して川口市立新郷東小学校として開校
- 1973年11月 - 校旗、校歌制定
- 1979年4月 - 一部の生徒が川口市立東本郷小学校に移籍[1]

## 教育目標
- かしこい子
- やさしい子
- たくましい子[2]

## 通学区域
- 新堀 - 一部
- 新堀町 - 全域
- 峯 - 一部
- 榛松2丁目 - 全域
- 榛松3丁目 - 全域
- 大字榛松 - 一部[3]